# Goodwill Games de 2001
Los Goodwill Games de 2001 fueron la quinta y última edición de los Goodwill Games (Juegos de la Buena Voluntad), un evento multideportivo internacional creado por Ted Turner, llevada a cabo en Brisbane, Queensland, Australia, del 29 de agosto al 9 de septiembre de 2001. Un total de alrededor de 1300 atletas participaron en 14 competencias deportivas.
La ceremonia de apertura se llevó a cabo en el Brisbane Entertainment Center en Boondall y contó con actuaciones de The Corrs y Keith Urban. Hubo una audiencia en vivo de 10.000 personas y la ceremonia fue transmitida en vivo a una audiencia internacional de 450 millones de espectadores.
Australia dominó el medallero, con 74 medallas en total, de las cuales 29 fueron de oro. En el segundo lugar del medallero quedó Rusia, con 24 medallas de oro y 73 medallas en total. Estados Unidos terminó tercero en el medallero, con 21 medallas de oro y 71 medallas en total.
El Goodwill Bridge, un puente para peatones y ciclistas que cruza el río Brisbane, lleva el nombre de los juegos.

## Sedes de competición
Las sedes de competición fueron las siguientes:
- Centro de exposiciones y convenciones de Brisbane – gimnasia artística, baloncesto, boxeo, gimnasia rítmica, trampolín, levantamiento de pesas
- Estadio ANZ – atletismo
- South Bank Piazza – voleibol de playa
- Velódromo de Chandler – ciclismo
- Centro acuático Chandler – clavados, natación
- Centro de entretenimiento de Brisbane – patinaje artístico
- Kurrawa Beach, Gold Coast – salvamento y socorrismo

## Deportes
14 deportes tuvieron acción en estos juegos:
| - Atletismo - Baloncesto - Boxeo - Ciclismo - Clavados - Gimnasia - Gimnasia rítmica - Halterofilia | - Natación - Patinaje artístico - Salvamento y socorrismo - Trampolín - Triatlón - Voleibol playa |

## Países participantes
Deportistas de 58 países participaron en estos juegos.
| - Alemania - Arabia Saudita - Argentina - Australia - Austria - Bahamas - Bélgica - Bermudas - Bielorrusia - Brasil - Bulgaria - Burundi - Canadá - Chad - China - Corea del Sur - Cuba - Eslovaquia - Eslovenia - España | - Estados Unidos - Estonia - Etiopía - Finlandia - Francia - Georgia - Hungría - Irán - Israel - Jamaica - Japón - Kenia - Letonia - Lituania - Marruecos - Mauricio - México - Mozambique - Noruega - Nueva Zelanda | - Países Bajos - Panamá - Polonia - Portugal - Puerto Rico - Reino Unido - República Checa - República Dominicana - Rumania - Rusia - Senegal - Sri Lanka - Sudáfrica - Suecia - China Taipéi - Ucrania - Uzbekistán - Venezuela |

## Medallero
País organizador (Australia)
| Núm.  | País                 | Oro | Plata | Bronce | Total |
| ----- | -------------------- | --- | ----- | ------ | ----- |
| 1     | Australia            | 29  | 25    | 20     | 74    |
| 2     | Rusia                | 24  | 30    | 19     | 73    |
| 3     | Estados Unidos       | 21  | 20    | 30     | 71    |
| 4     | China                | 13  | 8     | 1      | 22    |
| 5     | Cuba                 | 11  | 2     | 1      | 14    |
| 6     | Rumania              | 6   | 3     | 2      | 11    |
| 7     | Alemania             | 5   | 1     | 5      | 11    |
| 8     | Japón                | 4   | 0     | 3      | 7     |
| 9     | Ucrania              | 3   | 5     | 6      | 14    |
| 10    | Polonia              | 3   | 5     | 3      | 11    |
| 11    | Kenia                | 3   | 4     | 5      | 12    |
| 12    | Sudáfrica            | 3   | 2     | 1      | 6     |
| 13    | Brasil               | 3   | 1     | 1      | 5     |
| 13    | Reino Unido          | 3   | 1     | 1      | 5     |
| 15    | Nueva Zelanda        | 2   | 3     | 2      | 7     |
| 16    | Etiopía              | 2   | 2     | 0      | 4     |
| 17    | República Checa      | 2   | 1     | 0      | 3     |
| 17    | Irán                 | 2   | 1     | 0      | 3     |
| 19    | Países Bajos         | 2   | 0     | 0      | 2     |
| 20    | Jamaica              | 1   | 7     | 3      | 11    |
| 21    | Hungría              | 1   | 4     | 6      | 11    |
| 22    | Suecia               | 1   | 4     | 0      | 5     |
| 23    | Bulgaria             | 1   | 3     | 6      | 10    |
| 24    | Bielorrusia          | 1   | 2     | 5      | 8     |
| 25    | Bahamas              | 1   | 1     | 2      | 4     |
| 25    | Letonia              | 1   | 1     | 2      | 4     |
| 27    | México               | 1   | 0     | 1      | 2     |
| 27    | Eslovaquia           | 1   | 0     | 1      | 2     |
| 29    | República Dominicana | 1   | 0     | 0      | 1     |
| 29    | Marruecos            | 1   | 0     | 0      | 1     |
| 29    | Mozambique           | 1   | 0     | 0      | 1     |
| 32    | Canadá               | 0   | 4     | 2      | 6     |
| 33    | Argentina            | 0   | 4     | 0      | 4     |
| 34    | Israel               | 0   | 2     | 0      | 2     |
| 34    | Uzbekistán           | 0   | 2     | 0      | 2     |
| 36    | Georgia              | 0   | 1     | 1      | 2     |
| 37    | Burundi              | 0   | 1     | 0      | 1     |
| 37    | Estonia              | 0   | 1     | 0      | 1     |
| 37    | Lituania             | 0   | 1     | 0      | 1     |
| 40    | Arabia Saudita       | 0   | 0     | 2      | 2     |
| 40    | España               | 0   | 0     | 2      | 2     |
| 42    | Austria              | 0   | 0     | 1      | 1     |
| 42    | China Taipéi         | 0   | 0     | 1      | 1     |
| 42    | Finlandia            | 0   | 0     | 1      | 1     |
| 42    | Francia              | 0   | 0     | 1      | 1     |
| 42    | Portugal             | 0   | 0     | 1      | 1     |
| 42    | Puerto Rico          | 0   | 0     | 1      | 1     |
| 42    | Senegal              | 0   | 0     | 1      | 1     |
| Total | Total                | 155 | 156   | 143    | 454   |